# Трублаїні Микола Петрович
Мико́ла Трублаї́ні (Трублаєвський Микола Петрович; 25 квітня 1907; Вільшанка, нині Крижопільський район Вінницька область — 4 жовтня 1941) — український письменник та журналіст.

## Життєпис
Народився Микола Трублаїні 12 (25) квітня 1907 року в селі Вільшанка, нині Крижопільського району Вінницької області, у сім'ї Петра Гнатовича та Євгенії Яківни Трублаєвських. Родина жила небагато, тому батько змушений був залишити сім'ю та вирушити до Сибіру на заробітки. Хлопця виховували мати й бабуся. Мати майбутнього письменника працювала учителькою й часто брала хлопця із собою до школи. У п'ять років він навчився читати.
У 1915 році Микола Трублаїні пішов до Немирівської гімназії. Навчання він не закінчив: у п'ятому класі втік на фронт, бажаючи допомогти червоноармійцям. До фронту Микола не потрапив — упав з вагона поїзда і покалічив ноги. Після одужання повернувся до рідного села, де став комсомольським активістом: організовує хату-читальню, керує сільською самодіяльністю, у шістнадцять років завідує сільбудом.

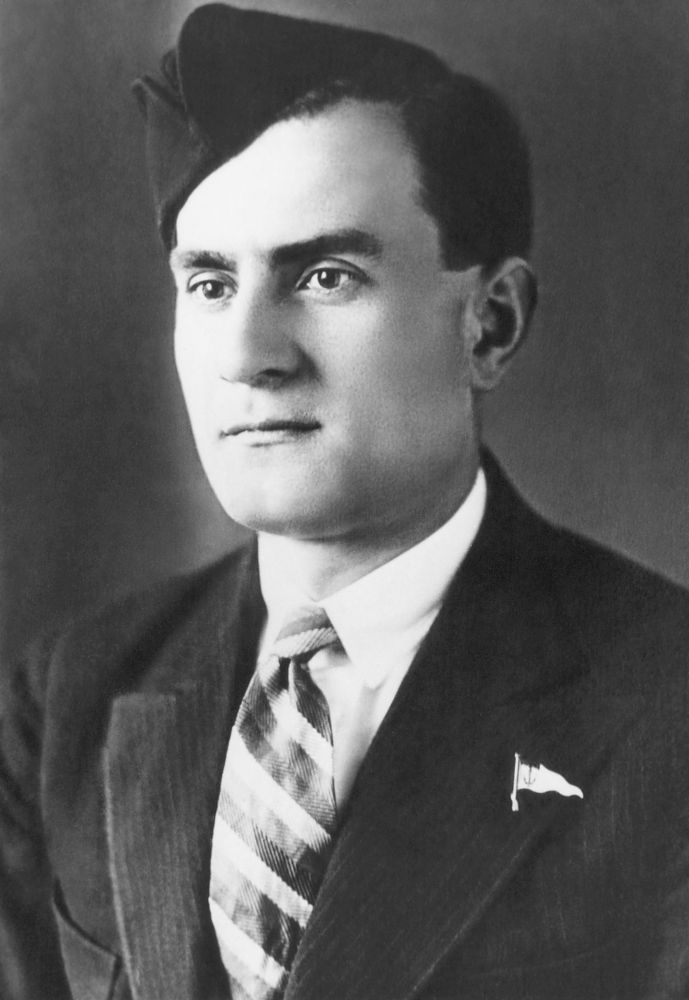
Микола Трублаїні у формі моряка

У 1920—1922 роках навчається в Проскурівському реальному училищі, тоді ж починає займатися літературною творчістю. У вінницьких газетах (зокрема «Вісті ВУЦВК») почали з'являтися його дописи й кореспонденції про життя в селі. Стає сількором вінницької газети «Червоний край». Тут у 1924 році й була опублікована перша стаття майбутнього письменника під назвою «День Леніна».
Влітку 1924 року сім'я Трублаєвських переїжджає в тодішній районний центр М'ястківку (нині с. Городківка Крижопільського району), де Микола працює секретарем у клубі, вступає в комсомол та організовує сількорівський гурток. За дорученням райкому комсомолу він засновує у с. Черепівка комсомольський осередок, організовує хату-читальню, бібліотеку, гурток з ліквідації неписьменності, проводить просвітницьку роботу серед селян.
У 1925 році редакція газети «Червоний шлях» посилає Миколу Трублаїні на навчання на «Всеукраїнські курси журналістики» в Харкові. По закінченні курсів він працює в редакції харківської газети «Вісті» та навчається на фізико-математичному факультеті Харківського інституту народної освіти. Узимку 1927 року Трублаїні як кореспондент «Вістей» вирушає у двомісячну подорож на Далекий Схід. Його кореспонденції «Листи з далекої подорожі», «Великим Сибірським шляхом» публікуються в газеті під псевдонімом Гнат Завірюха. Микола Трублаїні, разом з іншими українськими молодими письменниками, входив до літературної організації «Молодняк» (Харків) у 1927—1932 роках.

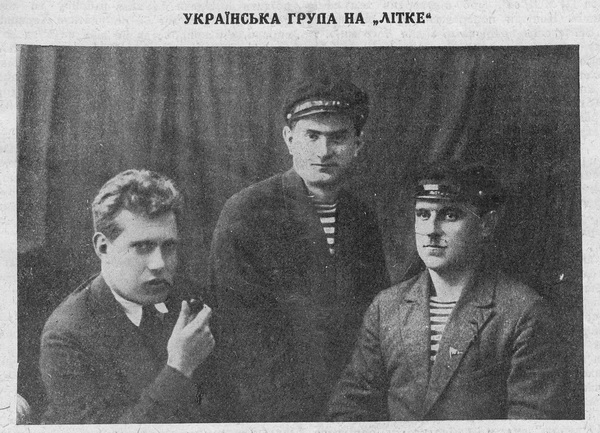
Олександр Мар'ямов, Павло Радзіховський та Микола Трублаїні на криголамі «Федір Літке». 1929 рік

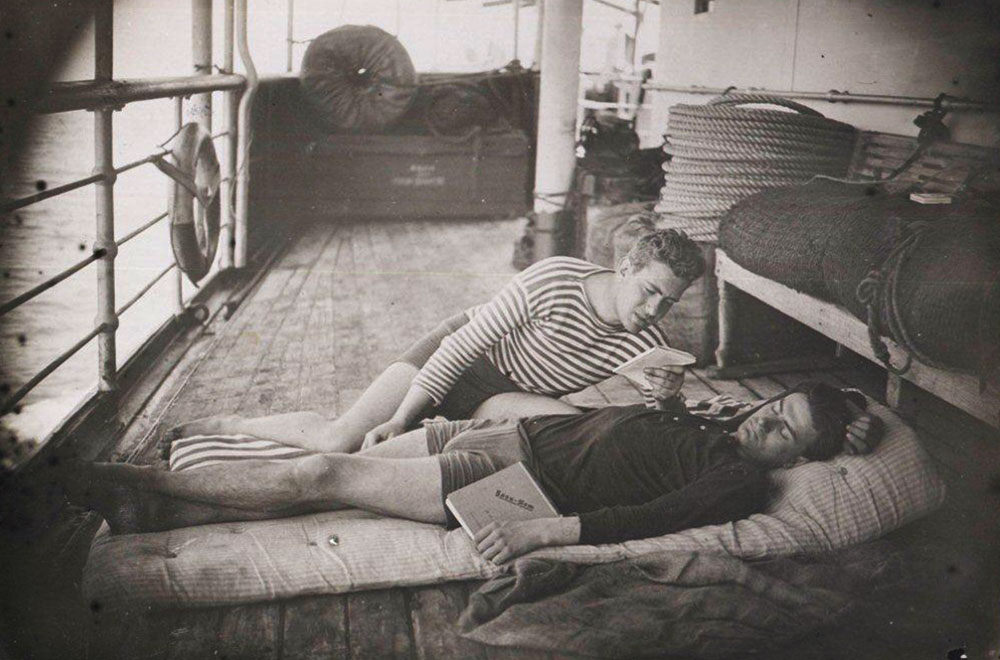
Олександр Мар'ямов та Микола Трублаїні на облавку криголама «Літке». Літо 1929 року

Псевдонім Трублаїні з'явився після приїзду в 1927 році до Харкова робітників з Італії, яких супроводжував Микола Трублаїні. Вони замінили прізвище Трублаєвський на зручне для них «Трублаїні».

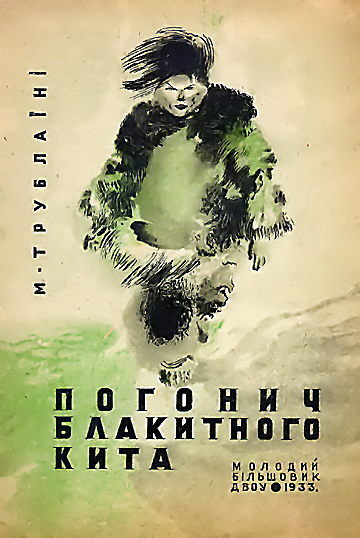
Микола Трублаїні. Погонич блакитного кита. 1933

У 1930 році Трублаїні вирушає в експедицію на острів Врангеля в Арктиці, на криголамі «Ф. Літке». Оскільки місце журналіста в експедиції було вже зайняте, письменник опановує професії кочегара, механіка, вантажника і влаштовується на судно котельним днювальним. За участь у цьому рейсі М. Трублаїні нагороджено медаллю. Враження від подорожі лягли в основу книг «До Арктики через тропіки», «Людина поспішає на північ», «„Ф. Літке“ — переможець криги». Згодом, у 1932 році, письменник знову відвідав Арктику як учасник експедиції на криголамах «Сибіряков» і «Русанов». Недивно, що люди Півночі, їхнє життя є темою багатьох книг Трублаїні, зокрема першого його великого твору — повісті «Лахтак».
З 1934 року Микола Трублаїні Член спілки письменників.
У 1934—1936 роках Микола Трублаїні при Харківському палаці піонерів організував та очолив «Клуб юних дослідників Арктики», де працювали гуртки штурманів, льотчиків, зв'язківців, географів, топографів і геологів. 1936 року, при Харківському палаці піонерів, Микола Трублаїні організовує ще один клуб — «Клуб юних дослідників підводних глибин».
29 травня 1940 року Миколу Трублаїні приймають у члени ВКП (б) і незабаром призначають директором харківського філіалу видавництва «Радянський письменник».
З перших днів німецько-радянської війни Микола Трублаїні — воєнний кореспондент фронтової газети «Знамя Родины». Смертельно поранений у бою під с. Козолугівкою Токмацького району восени 1941 року, помер 4 жовтня 1941 року в санітарному потязі. Похований у братській могилі недалеко від станції Ровеньки Луганської області.

## Вшанування пам'яті
- Ім'ям Миколи Трублаїні названо літературну премію за твори для дітей і юнацтва[11].
- 19 лютого 2015 року в місті Хмельницький з'явилися вулиця, провулок та проїзд імені Миколи Трублаїні[12].
- У 1974 році на честь письменника названо вулицю в Києві.
- У Києві діє «Бібліотека імені Миколи Трублаїні для дітей», з 1957 року носить його ім'я.
- У місті Ровеньки гімназія має ім'я письменника[13].
- У Вільшанці діє музей-бібліотека М. П. Трублаїні Музей М. П. Трублаїні.
- У музеї Харківського обласного Палацу дитячої та юнацької творчості існує стенд, присвячений М. Трублаїні.

## Твори
- «Вовки женуться за оленями», збірка
- «Оповідання боцмана», збірка
- «Берег невідомого острова», збірка
- «Хатина на кризі», збірка
- «З півночі мчав ураган», збірка
- «Погонич блакитного кита», збірка
- «Лахтак», повість (1935)
- «Мандрівники», повість (1938)
- «Шхуна „Колумб“», повість (1940)
- «Орлині гнізда», повість (незавершена, 1941)
- «Глибинний шлях», науково-фантастичний роман
- «Твори у 4-х томах», зібрання (1955—1956)
- «Мандри Закомарика», збірка (1957)
- «Оповідання про далеку Північ», збірка (1959)
- «Про дівчинку Наталочку та сріблясту рибку», казка (1962)
- «Волохан», збірка (1965)
- «Крила рожевої чайки», збірка (1972)
- «Пустуни на пароплаві», збірка (1979)
- Трублаїні М. Тепла осінь 1930-го / М. Трублаїні. — Харків ; Київ: Молодий більшовик, 1931. — 44, 3 с. — (Бібліотечка письменників комсомолу).
- Трублаїні М. До Арктики через тропіки: великий рейс накрижника «Літке» / М. Трублаїні ; передм. М. Новицького. — Харків ; Київ: Мол. більшовик, 1931. — 453, 2 с. : іл.
- Трублаїні М. Людина поспішає на Північ / Микола Трублаїні. — Харків ; Одеса: Молодий більшовик, 1931. — 189 с. : 3 с. карт.

### Оповідання
- Трублаїні М. Північ і південь: оповідання / М. Трублаїні. — Київ: Дитвидав ЦК ЛКСМУ, 1938. — 55, 1 с. — (Шкільна бібліотека).
- Сорочка капітана Хозе Індалего
- Лоцман
- Життя за Батьківщину (1941)

## Екранізація творів
- Юнга зі шхуни «Колумб» — художній фільм, знятий режисером Євгеном Шерстобитовим, за мотивами повісті «Шхуна „Колумб“», на кіностудії імені Олександра Довженка у 1963 році.

### Тексти творів в Інтернеті
- Трублаїні М. Глибинний шлях: роман / Микола Трублаїні. — Харків: Харків. кн.-газ. вид-во, 1948. — 339 с.
- Трублаїні М. Волохан: оповідання для дітей дошк. віку / М. Трублаїні. — Харків ; Одеса: Дитвидав, 1934. — 32, 2 с.
- Трублаїні М. Шхуна «Колумб» / М. Трублаїні. — Б. м.: Укр. держ. вид-во, 1945. — 342 с.
- Твори Миколи Трублаїні на сайті Читанка
- Казка «Мандри Закомарика»
- Казка «Про дівчинку Наталочку та сріблясту рибку»

| S: | Твори цього автора перебувають у суспільному надбанні. Ви можете допомогти проєкту, додавши їх у Вікіджерела. |